# Leo van der Kroft
Leo van der Kroft (Hága, 1929. február 2. – 2016. november 24.) holland nemzetközi labdarúgó-játékvezető. Teljes neve Wilhelmus  Leonardus (Leo) van der Kroft.

## Pályafutása

### Nemzeti játékvezetés
A játékvezetésből 1959-ben vizsgázott, 1966-ban lett az I. Liga játékvezetője. Az aktív nemzeti játékvezetéstől 1976-ban vonult vissza.

### Nemzetközi játékvezetés
A Holland labdarúgó-szövetség (KNVB) Játékvezető Bizottsága (JB) terjesztette fel nemzetközi játékvezetőnek, a Nemzetközi Labdarúgó-szövetség (FIFA) 1970-től tartotta nyilván bírói keretében. Több nemzetek közötti válogatott és klubmérkőzést vezetett vagy partbíróként tevékenykedett. 1976-ban az egyik BEK negyeddöntőben, a Borussia Mönchengladbach–Real Madrid CF  (1:1) találkozón kettő szabályosnak tűnő gólt nem adott meg a hazaiak javára, amiért a németek reklamáltak az UEFA szervezetnél. Az Európai Labdarúgó-szövetség döntése értelmében maradt a pályán kialakult eredmény, de az előzetes játékvezetői felkérést az 1976. évi nyári olimpiai játékokra partbírói szolgálatra változtatta. A döntést nem fogadta el. A holland nemzetközi játékvezetők rangsorában, a világbajnokság-Európa-bajnokság sorrendjében többedmagával a 20. helyet foglalja el 2 találkozó szolgálatával. Az aktív nemzetközi játékvezetéstől 1976-ban búcsúzott. Válogatott mérkőzéseinek száma: 5. Nemzetközi mérkőzéseinek száma: 42.

#### Európa-bajnokság
Az európai-labdarúgó torna döntőjéhez vezető úton Jugoszláviába az V., az 1976-os labdarúgó-Európa-bajnokságra az UEFA JB játékvezetőként foglalkoztatta.
| Időpont           | Helyszín                     | Mérkőzés típusa           | Mérkőzés           | Eredmény | Nézők száma |
| ----------------- | ---------------------------- | ------------------------- | ------------------ | -------- | ----------- |
| 1975. március 16. | Municipal Stadion, Luxemburg | előselejtező (2. csoport) | Luxemburg–Ausztria | 1 : 2    | 5 340       |
| 1975. október 12. | Hardturm Stadion, Zürich     | előselejtező (6. csoport) | Svájc–Szovjetunió  | 0 : 1    | 17 887      |

#### Brit Bajnokság
1882-ben az Egyesült Királyság brit tagállamainak négy szövetség úgy döntött, hogy létrehoznak egy évente megrendezésre kerülő bajnokságot egymás között. Az utolsó bajnoki idényt 1983-ban tartották meg.
| Időpont         | Helyszín                      | Mérkőzés típusa | Mérkőzés      | Eredmény | Nézők száma |
| --------------- | ----------------------------- | --------------- | ------------- | -------- | ----------- |
| 1974. május 18. | Hampden Park Stadion, Glasgow | selejtező       | Skócia–Anglia | 2 : 0    | 94 487      |

## Sportvezetőként
Aktív játékvezetői pályafutását követően a Holland LSZ JB, az UEFA JB és a FIFA JB apparátusában szolgálta a labdarúgást.